# Native (album)
Albums de OneRepublic
Waking Up
(2009)
Singles
1. Feel Again
Sortie : 27 août 2012
2. If I Lose Myself
Sortie : 8 janvier 2013
3. Counting Stars
Sortie : 14 juin 2013
4. Something I Need
Sortie : 25 août 2013
5. I Lived
Sortie : 2014

Native est le troisième album studio du groupe de pop rock américain OneRepublic.

## Listes des pistes
| 1.    | Counting Stars   | Tedder, Noel Zancanella                      | 4:17 |
| 2.    | If I Lose Myself | Blanco, Tedder, Kutzle                       | 4:01 |
| 3.    | Feel Again       | Tedder, Kutzle, Zancanella, Brown            | 3:05 |
| 4.    | What You Wanted  | Tedder, Kutzle                               | 4:01 |
| 5.    | I Lived          | Tedder, Zancanella                           | 3:55 |
| 6.    | Light It Up      | Tedder, Kutzle                               | 4:10 |
| 7.    | Can't Stop       | Bhasker, Johnson, Tedder, Emile Haynie       | 4:09 |
| 8.    | Au Revoir        | Kutzle                                       | 4:50 |
| 9.    | Burning Bridges  | Zdar et Boombass, Tedder, Kutzle, Zancanella | 4:17 |
| 10.   | Something I Need | Blanco, Tedder                               | 4:01 |
| 11.   | Preacher         | Tedder, Kutzle                               | 4:08 |
| 12.   | Don't Look Down  | Kutzle                                       | 1:39 |
| 46:44 |                  |                                              |      |